# 永平寺町消防本部
永平寺町消防本部（えいへいじちょうしょうぼうほんぶ）は、福井県吉田郡永平寺町の消防部局（消防本部）。管轄区域は永平寺町全域。

## 概要
- 消防本部：福井県吉田郡永平寺町東古市10-5
- 管内面積：94.43km2
- 職員数：36人
- 消防署1カ所

### 主力機械
2022年4月1日現在
- 水槽付き消防ポンプ自動車：3
- 救助工作車：1
- 高規格救急車：3
- 指揮車：2
- 資材運搬車：2
- 災害救援車：1
- 広報車：1
- 防災学習車：1

## 沿革
- 1969年4月 吉田郡松岡町が松岡町消防本部・消防署を設立する。
- 1970年10月 吉田郡松岡町・永平寺町及び上志比村の2町1村により吉田地区消防組合・消防署が設立される。
- 2006年2月 吉田郡松岡町・永平寺町及び上志比村が合併し新たな永平寺町が発足したことに伴い、吉田地区消防組合は解散し永平寺町消防本部が設立される。
- 2016年
  - 3月7日
    - 松岡春日1-4にあった（旧）永平寺町消防本部と栗住波1-1にあった上志比分署を閉鎖する[1]。
    - 東古市10-5に（新）永平寺町消防本部を設置し、仮運用を開始する[1]。

  - 4月1日 （新）永平寺町消防本部の本格運用を開始する[1]。

## 組織
- 本部 - 総務課、予防課、警防課
- 消防署

## 消防署
| 消防署         | 住所       | 分署 |
| -------------- | ---------- | ---- |
| 永平寺町消防署 | 東古市10-5 | なし |